# Pseudoscops grammicus
Pseudoscops grammicus é uma espécie de ave estrigiforme pertencente à família Strigidae.